# Uluborlu (district)
Uluborlu is een Turks district in de provincie Isparta en telt 6.878 inwoners (2007). Het district heeft een oppervlakte van 283,9 km². Hoofdplaats is Uluborlu.
De bevolkingsontwikkeling van het district is weergegeven in onderstaande tabel.
| 1997   | 2000   | 2007  |
| ------ | ------ | ----- |
| 11.748 | 13.248 | 6.878 |